# مايك أشلي (رجل أعمال)
مايك أشلي (بالإنجليزية: Mike Ashley)‏ هو شخصية أعمال بريطاني، ولد في 9 سبتمبر 1964 في بورنهم في المملكة المتحدة.

## وصلات خارجية
لم يتم العثور على روابط لمواقع التواصل الاجتماعي.